# Joseph Markl
Joseph Markl (* 8. Januar 1752 in Wien als Joseph Johann Markl; † 5. Dezember 1811 in Graz) war ein österreichischer Zisterzienser und von 1804 bis 1811 der 55. Abt des Stiftes Lilienfeld. Unter ihm ereignete sich der Stiftsbrand 1810, der große Teile des Stiftes zerstörte.

## Vor der Abtwahl

### Herkunft und Ausbildung
Josef Johann Markl wurde am 8. Januar 1752 als Sohn des Jakob und der Maria Anna Markl in Wien geboren. Später besuchte er das Gymnasium in Melk und trat 1769 im Zisterzienserstift Lilienfeld ein, wo er am 15. November 1770 die Profess ablegte. 
Nach dem Theologiestudium an der Lilienfelder Hauslehranstalt wurde er 1775 zum Priester geweiht und war dann als Pfarrvikar in den Stiftspfarren Lilienfeld, Eschenau und Türnitz tätig. Im Stift hatte er von 1782 bis 1783 die Funktion des Sekretärs und Zeremoniärs inne.

### Prior und Pfarrer
1786 wurde er zum Prior und Spiritualadministrator des Stiftes gewählt und zum Pfarrvikar von Lilienfeld ernannt. Die Ernennung zum Spiritualadministrator war notwendig geworden, da dem Abt Dominik Peckenstorfer die Amtsgeschäfte entzogen wurden. Die wirtschaftlichen Güter verwaltete als Temporaladministrator Hofbuchhaltungsoffizial Ignaz Castelli. Beide Bereiche übernahm später Kommendatarabt Maximilian Stadler.
Die Funktion als Pfarrvikar in Lilienfeld behielt er auch während der Zeit der Aufhebung des Stiftes von 1789 bis 1790 und bemühte sich mit seinen Mitbrüdern und Anwohnern von Lilienfelder um die Wiedererrichtung des Stiftes. In seiner Zeit als Pfarrer von 1789 bis 1790 wohnte P. Joseph Markl im sogenannten „Schlössl“, dem ältesten Gebäudeteil des Stiftes Lilienfeld. Am 19. April 1790 gab Kaiser Leopold II. der Bitte nach und errichtete das Stift Lilienfeld mit 27. April 1790 von Neuem.
Ab 1790 war Markl Pfarrer von Wilhelmsburg und zugleich Dechant des Dekanats Lilienfeld. 

### Amtsverwalter und Administrator
Wegen Unregelmäßigkeiten in der Wirtschaftsführung des Stiftes drängte er Abt Ignaz II. Schwingenschlögl zur Wahl eines Amtsverwalters, die am 19. Dezember 1799 auf ihn fiel. Die Behörden bestätigten diese Bestellung per 15. Oktober 1800.
Ab 1801 musste er als Administrator des Stiftes wirken, denn Abt Ignaz war wegen Vorwürfen seine Amtsführung als Verwalter von Kleinmariazell betreffend nach Stift Altenburg verbannt worden.

## Abt des Stiftes Lilienfeld
Nach dessen Resignation von Abt Ignaz am 20. April 1805, wurde Administrator Joseph Markl am 10. Juli 1804 durch öffentliche Akklamation des Konventes zum Abt erhoben und am 19. Juli 1804 vom Kaiser in diesem Amt bestätigt. Die Installation Markls erfolgte am 3. Oktober 1804, die Benediktion am 12.
Die Amtsperiode Abt Josef Markls war von der Notwendigkeit einer restriktiven Wirtschaftsführung und zahlreichen Unglücksfällen geprägt: Plünderung durch französische Truppen 1805 und 1809, Schlossbrand in Unterdürnbach 1808, Abgabe aller noch spärlich vorhandenen Silbergeräte 1809.
Die größte Katastrophe war jedoch der Stiftsbrand 1810. Dieser brach aus nach wie vor ungeklärten Umständen aus und tobte fast im gesamten Stift. Einzig Bibliothek und Kirche blieben verschont.
Kaiser Franz I. bot dem Konvent deshalb an, in das aufgehobene Zisterzienserkloster Säusenstein zu ziehen und Lilienfeld aufzuheben. Dies wurde jedoch von der Gemeinschaft abgelehnt und der Wiederaufbau Lilienfelds begonnen.
Abt Josef starb am 5. Dezember 1811 im Alter von 60 Jahren in Graz, wo er sich zu einer ärztlichen Behandlung aufhielt. Er wurde auch in Graz, in der Pfarre St. Johann, beigesetzt.
Zu seinem Nachfolger erwählte man am 8. Juli 1812 den Prior, P. Ladislaus Pyrker.